# Federació Regional de Societats de Resistència de la Regió Espanyola
Federació Regional de Societats de Resistència de la Regió Española (FRSR) fou una organització obrera d'àmbit espanyol constituïda a Madrid del 13 al 15 d'octubre de 1900 amb la idea de formar una nova central sindical al marge de la UGT. El congrés constituent fou convocat des de les pàgines de la Revista Blanca editada per Federico Urales i tenia el suport d'altres dirigents anarquistes. Hi van ser representades 150 societats, amb uns 52.000 afiliats i establí la seu a Barcelona. Aquesta nova federació seguia les passes del Pacte d'Unió i Solidaritat, creada el 1888 i que no va tenir continuïtat. De Catalunya hi van participar societats de Barcelona, Manresa, Sabadell, Sant Feliu de Guíxols, Terrassa i Valls.
Després de la constitució celebrà quatre congressos el 1901, 1903, 1904 i 1905, però anà perdent força i efectius, i tot i convocar un nou congrés l'abril de 1906, ja no va arribar a celebrar-se. El 1907 va emetre un darrer comunicat a La Corunya.